# Elsa Björklund
Elsa Margareta Björklund po mężu Olsson (ur. 14 stycznia 1895 w Sztokholmie, zm. 15 maja 1970 tamże) – szwedzka pływaczka z początku XX wieku, uczestniczka igrzysk olimpijskich.
Podczas V Letnich Igrzysk Olimpijskich w Sztokholmie w 1912 roku, siedemnastoletnia Björklund wystartowała w jednej konkurencji pływackiej. Na dystansie 100 metrów stylem dowolnym z nieznanym czasem zajęła szóste miejsce w trzecim wyścigu eliminacyjnym i odpadła z dalszej rywalizacji.
Björklund reprezentowała barwy klubu Stockholms KK.